# First Man
First Man (bra: O Primeiro Homem; prt: O Primeiro Homem na Lua) é um filme estadunidense de 2018 do gênero drama histórico-biográfico, dirigido por Damien Chazelle, com roteiro de Nicole Perlman e Josh Singer baseado no livro First Man: The Life of Neil A. Armstrong, de James R. Hansen. 

## Prêmios e indicações
| Prêmio             | Categoria                 | Recipiente                                               | Resultado |
| ------------------ | ------------------------- | -------------------------------------------------------- | --------- |
| Oscar 2019         | Melhores efeitos visuais  | Paul Lambert, Ian Hunter, Tristan Myles and J.D. Schwalm | Venceu    |
| Oscar 2019         | Melhor edição de som      | Ai-Ling Lee, Mildred Iatrou                              | Indicado  |
| Oscar 2019         | Melhor som                | Jon Taylor, Frank A. Montaño, Ai-Ling Lee, Mary H. Ellis | Indicado  |
| Oscar 2019         | Melhor design de produção | Nathan Crowley, Kathy Lucas                              | Indicado  |
| Globo de Ouro 2019 | Melhor ator coadjuvante   | Claire Foy                                               | Indicado  |
| Globo de Ouro 2019 | Melhor trilha sonora      | Justin Hurwitz                                           | Venceu    |

## Elenco
- Ryan Gosling como Neil Armstrong
- Claire Foy como Janet Armstrong
- Jason Clarke como Edward White
- Kyle Chandler como Donald Slayton
- Corey Stoll como Buzz Aldrin
- Shea Whigham como Gus Grissom
- Christopher Abbott como David Scott
- Brian d'Arcy James como Joseph Walker
- Pablo Schreiber como Jim Lovell
- Patrick Fugit como Elliot See
- Cory Michael Smith como Roger Chaffee
- Skyler Bible como Richard Gordon
- Lukas Haas como Michael Collins

## Sinopse
A missão da NASA que levou o homem à Lua e o primeiro astronauta a pisar em solo lunar, Neil Armstrong, em 1969.

## Produção
Em 2003, Clint Eastwood e a Warner Bros. compraram os direitos para adaptação cinematográfica da biografia de Neil Armstrong, First Man: The Life of Neil A. Armstrong, escrita por James R. Hansen, mas o projeto não seguiu. A Universal Pictures, anos depois, adquiriu o poder de realização e planejou o filme intitulado First Man. Em 24 de novembro de 2015 foi anunciado que Ryan Gosling interpretaria o papel principal sob direção de Damien Chazelle em base do roteiro de Josh Singer e Nicole Perlman.

## Lançamento
A produção abriu o Festival Internacional de Cinema de Veneza em 29 de agosto de 2018 e estreou nos cinemas em 12 de outubro.